# Erik Uddenberg (Dramatiker)
Erik Emanuel Uddenberg (* 25. Juni 1963 in Lund) ist ein schwedischer Dramatiker, Drehbuchautor sowie Hörspiel- und Theaterdramaturg.

## Leben
Nach einer Ausbildung zum Journalisten war Uddenberg zunächst für den schwedischen Rundfunk tätig. Von 1994 bis 1997 ließ er sich in Stockholm als Dramatiker ausbilden und nahm anschließend eine Tätigkeit als freier Autor, Hörspiel- und Theaterdramaturg am Stockholmer Stadttheater „Unga Klara“ auf.
Im Jahr 2003 wurde Uddenberg für die Hörspielbearbeitung von Henning Mankells Zeit im Dunkeln mit dem ARD-Hörfunkpreis „Civis – Europas Medienpreis für Integration“ ausgezeichnet.

## Werk
Uddenbergs Theaterschaffen umfasst vor allem Werke für das Kinder- und Jugendtheater. Das Stück Polter, Geist, und Ti (schwedische Uraufführung 1998 in Stockholm, Theater Unga Klara) erlebte im Jahr 2002 seine deutsche Erstaufführung und wurde seitdem an verschiedenen deutschen Bühnen gespielt. Darin wird das problematische Verhältnis eines Kindes zu seiner psychisch kranken Mutter dargestellt. Das Stück entstand nach Motiven eines Romans von Suzanne Osten. Auch in Stücken für Erwachsene (Fadermordet, zu deutsch: Vatermord) schildert Uddenberg immer wieder psychisch instabile Figuren an der Schwelle zum Wahnsinn.
In einem weiteren Kinderstück, Der Brief von NN, werden Probleme des Erwachsenwerdens und der ersten Erfahrungen mit Liebe und Sexualität thematisiert. Im Stück China wird das Leben von zwei Kindersoldaten in Uganda dargestellt, die sich mit Gewalt und Tod konfrontiert sehen.
Seine Werke wurden in verschiedenen europäischen Ländern aufgeführt (u. a. in Estland) und in mehrere Sprachen übersetzt, darunter Deutsch, Englisch, Französisch, Rumänisch und verschiedene nordische Sprachen. Ebenso schrieb Uddenberg mehrere Drehbücher, etwa das gemeinsam mit Suzanne Osten verfasste Drehbuch zum Film Wellkåmm to Verona.

## Werkauswahl
- Wellkåmm to Verona (Spielfilm), gemeinsam mit Sizanne Osten. 2006
- China. Mein Leben als Kindersoldatin (Theaterstück), aus dem Schwedischen von Regine Elsässer. Theaterverlag Hofmann-Paul, Berlin 2005.
- Der Brief von NN (Theaterstück), aus dem Schwedischen von Regine Elsässer. Theaterverlag Hofmann-Paul, Berlin 2004.
- Henning Mankell: Zeit im Dunkeln (Hörbuch, Bearbeitung: Erik Uddenberg). Dhv der Hörverlag, 2003, ISBN 978-3-89940-163-9
- Polter, Geist und Ti (Theaterstück). Gustav Kiepenheuer Bühnenvertrieb, Berlin 2001.